# Corythucha
Corythucha es un género de hemípteros heterópteros de la familia Tingidae ("chinches de encaje"). Posee alrededor de 70 especies identificadas. Algunas especies proveen cuidado maternal, como C. hewitti (Drake).

## Características
Pequeños (3-8 mm) rectangulares y con una apariencia completamente achatada. Sus alas son planas, sostenidas sobre el insecto mientras está descansando, con las puntas de las alas y los márgenes extremos extendidos más allá del perímetro de su cuerpo. La parte superior de las alas anteriores, cabeza y tórax son membranosas, compuestas de muchas arrugas o lomos levantados, lo que les da una apariencia de encaje, de aquí el nombre común de insecto de encaje. En la mayoría de las especies son de color crema con manchas negras o marrón.

## Historia natural
Se alimenta exclusivamente de plantas y, aunque muchas especies aparecen en plantas herbáceas, las especies más comunes se encuentran en el follaje de árboles y arbustos. 

### Ninfas
Son espinosas y más oscuras que los adultos. Atraviesan cinco estadios de desarrollo antes de convertirse en adultos. Pueden encontrarse agrupadas entre sus heces oscuras y desechan la piel ninfal en las partes inferiores de las hojas. Los huevos negros son alargados y colocados en pequeños grupos debajo de las hojas.

## Especies
Hay alrededor de 75 especies:
- Corythucha abdita Drake, 1948 i c g
- Corythucha acculta Drake and Poor, 1942 i c g
- Corythucha aesculi Osborn & Drake, 1916 i c g b
- Corythucha agalma Drake and Cobben, 1960 i c g
- Corythucha arcuata (Say, 1832) i c g b
- Corythucha argentinensis Monte, 1940 i c g
- Corythucha associata Osborn & Drake, 1916 i c g b
- Corythucha baccharidis Drake, 1922 i c g
- Corythucha bellula Gibson, 1918 i c g b
- Corythucha boliviana Monte, 1946 i c g
- Corythucha bonaerensis Montemayor, 2009 i g
- Corythucha brunnea Gibson, 1918 i c g
- Corythucha bulbosa Osborn and Drake, 1916 i c g
- Corythucha caelata Uhler, 1894 i c g
- Corythucha caryae Bailey, 1951 i c g
- Corythucha celtidis Osborn & Drake, 1916 i c g b
- Corythucha cerasi Drake, 1948 i c g b
- Corythucha championi Drake and Cobben, 1960 i c g
- Corythucha ciliata (Say, 1832) i c g b
- Corythucha clara Drake and Hambleton, 1938 i c g
- Corythucha confraterna Gibson, 1918 i c g b
- Corythucha coryli Osborn & Drake, 1917 i c g b
- Corythucha cydoniae (Fitch, 1861) i c g b
- Corythucha decepta Drake, 1932 i c g
- Corythucha distincta Osborn & Drake, 1916 i c g b
- Corythucha elegans Drake, 1918 i c g b
- Corythucha eriodictyonae Osborn & Drake, 1917 i c g b
- Corythucha floridana Heidemann, 1909 i c g
- Corythucha fuscigera (Stål, 1862) i c g
- Corythucha fuscomaculata (Stål, 1858) i g
- Corythucha fuscomoculata (Stal, 1858) c g
- Corythucha globigera Breddin, 1901 i c g
- Corythucha gossypii (Fabricius, 1794) i c g
- Corythucha heidemanni Drake, 1918 i c g b
- Corythucha hewitti Drake, 1919 i c g
- Corythucha hispida Uhler, 1894 i c g b
- Corythucha immaculata Osborn & Drake, 1916 i c g b
- Corythucha incurvata Uhler, 1894 i c g b
- Corythucha juglandis (Fitch, 1857) i c g b
- Corythucha lowryi Drake, 1948 i c g
- Corythucha marmorata (Uhler, 1878) i c g b
- Corythucha mcelfreshi Drake, 1921 i c g
- Corythucha melissae Froeschner & Torres Miller, 2002 i g b
- Corythucha mollicula Osborn & Drake, 1916 i c g b
- Corythucha montivaga Drake, 1919 i c g b
- Corythucha morrilli Osborn & Drake, 1917 i c g b
- Corythucha nicholi Drake, 1928 i c g
- Corythucha nobilis Drake and Bondar, 1932 i c g
- Corythucha nocens Drake & Hambleton, 1942 c g
- Corythucha nocentis Drake and Hambleton, 1942 i g
- Corythucha obliqua Osborn & Drake, 1916 i c g b
- Corythucha omani Drake, 1941 i c g
- Corythucha padi Drake, 1917 i c g
- Corythucha pallida Osborn & Drake, 1916 i c g b
- Corythucha pallipes Parshley, 1918 i c g b
- Corythucha palmatis Drake, 1929 i c g
- Corythucha pellucida Drake and Hambleton, 1938 i c g
- Corythucha pergandei Heidemann, 1906 i c g b
- Corythucha pruni Osborn & Drake, 1916 i c g b
- Corythucha rolstoni Ajmat, 1991 i c g
- Corythucha sagillata Drake, 1932 i c g
- Corythucha salicata Gibson, 1918 i c g b
- Corythucha scitula Drake, 1948 i c g
- Corythucha seguyi Drake, 1921 i c g
- Corythucha serta Drake and Hambleton, 1945 i c g
- Corythucha setosa Champion, 1897 i c g
- Corythucha socia Monte, 1940 i c g
- Corythucha sphaeraceae Drake, 1920 c g
- Corythucha sphaeralceae Drake, 1920 i g
- Corythucha spinosa (Dugès, 1889) i c g b
- Corythucha tapiensis Ajmat, 1991 i c g
- Corythucha translucida Monte, 1946 i c g
- Corythucha tuthilli Drake, 1940 i c g
- Corythucha ulmi Osborn & Drake, 1916 i c g b
- Corythucha unifasciata Champion, 1897 i c g

Fuentes: i = ITIS, c = Catalogue of Life, g = GBIF, b = Bugguide.net